# Аберкромби, Джон (врач)
Джон А́беркромби (англ. John Abercrombie; 10 октября 1780 года, Абердин — 14 ноября 1844 года, Эдинбург) — шотландский врач и публицист, известный своими исследованиями болезней головного и спинного мозга.

## Биография и карьера
С 1804 года практиковал в Эдинбурге. Принадлежал к анатомо-физиологической школе Джона Хантера и одним из первых, при исследовании болезней головного и спинного мозга, стал обращать особое внимание на анатомические изменения, сопровождающие различные болезненные состояния этих органов. Главное его сочинение по этому предмету «Pathological and Practical Researches on Diseases of the Brain and Spinal Cord» (1828) стало одним из первых капитальных трудов по патологии мозга; имело несколько изданий и было переведено на многие европейские языки. Русский перевод первой части труда был сделан доктором Кондратием Грумом с французского перевода Жандрена (Augustin-Nicolas Gendrin, 1796—1890) и опубликован под заглавием «Патологические и практические исследования болезней мозга. Сочинение Иоанна Аберкромби» (Спб, 1836). Вторая часть о болезнях спинного мозга не переводилась.
Аберкромби издал ещё несколько медицинских трудов, помещённых в периодических изданиях, и два сочинения нравственно-философского содержания, в которых старался соединить истины религии с естественными науками:
- «Исследования об умственных способностях человека и об изыскании истины» (Inquiries concerning the Intellectual Powers of Man and the Investigation of Truth, 1830);
- «Философия нравственных чувств» (The Philosophy of the Moral Feelings, 1833).

Оксфордский университет за первое сочинение присвоил Аберкромби титул почётного доктора медицины, а за второе выбрал его в свои лорды-ректоры.
Умер 14 ноября 1844 г. от разрыва коронарной артерии.

## Труды
- Researches on the Diseases of the Intestinal Canal, Liver and other Viscera of the Abdomen (Эдинбург, 1828);
- Pathological and Practical Researches on Diseases of the Brain and Spinal Cord (Э., 1828).
- «Исследования об умственных способностях человека и об изыскании истины» (Inquiries concerning the Intellectual Powers of Man and the Investigation of Truth, Э., 1830);
- «Философия нравственных чувств» (The Philosophy of the Moral Feelings, Э., 1833).